# Pinantan Lake
Pinantan Lake är en sjö i Kanada.   Den ligger i provinsen British Columbia, i den södra delen av landet, 3 300 km väster om huvudstaden Ottawa. Pinantan Lake ligger 865 meter över havet. Arean är 0,76 kvadratkilometer. Den sträcker sig 1,1 kilometer i nord-sydlig riktning, och 1,6 kilometer i öst-västlig riktning.
I omgivningarna runt Pinantan Lake växer i huvudsak barrskog. Trakten runt Pinantan Lake är nära nog obefolkad, med mindre än två invånare per kvadratkilometer.